# Dan Rose Parks
Dan Rose Parks američki je praznik koji se obilježava 4. veljače ili 1. prosinca u počast predvodnice pokreta za građanska prava Rose Parks.
Dan Rose Parks proglasila je Kalifornijska državna legislatura, a prvi je put obilježen 4. veljače 2000. godine. Praznik je u američkoj državi Ohiju prvi obilježio Joyce Beatty, odvjetnik koji je omogućio da ohajsko zakonodavstvo donese odluku radi odavanja počasti povijesnoj predvodnici. Odlukom je određeno da se obilježava 1. prosinca. Obilježavanju praznika pridružuje se i autobusno poduzeće iz Columbusa u Ohiju (COTA) s posebnom počasti predvodnici pokreta za građanska prava.

## Više informacija
- Dan Martina Luthera Kinga
- Dan Susan B. Anthony
- Dan Harveyja Milka
- Dan Helen Keller

## Vanjske poveznice
1. ↑  http://www.leginfo.ca.gov/pub/99-00/bill/asm/ab_0101-0150/acr_116_bill_20000204_chaptered.html
2. ↑  Ohio's Rosa Parks Day Placed into National Congressional Record. Inačica izvorne stranice arhivirana 17. studenoga 2011. Pristupljeno 1. prosinca 2013.
3. ↑  COTA’s Rosa Parks Day